# アメリカ合衆国連邦政府
アメリカ合衆国連邦政府（アメリカがっしゅうこくれんぽうせいふ、英: Federal government of the United States）は、アメリカ合衆国憲法に基づいて設立されたアメリカ合衆国の連邦中央政府。

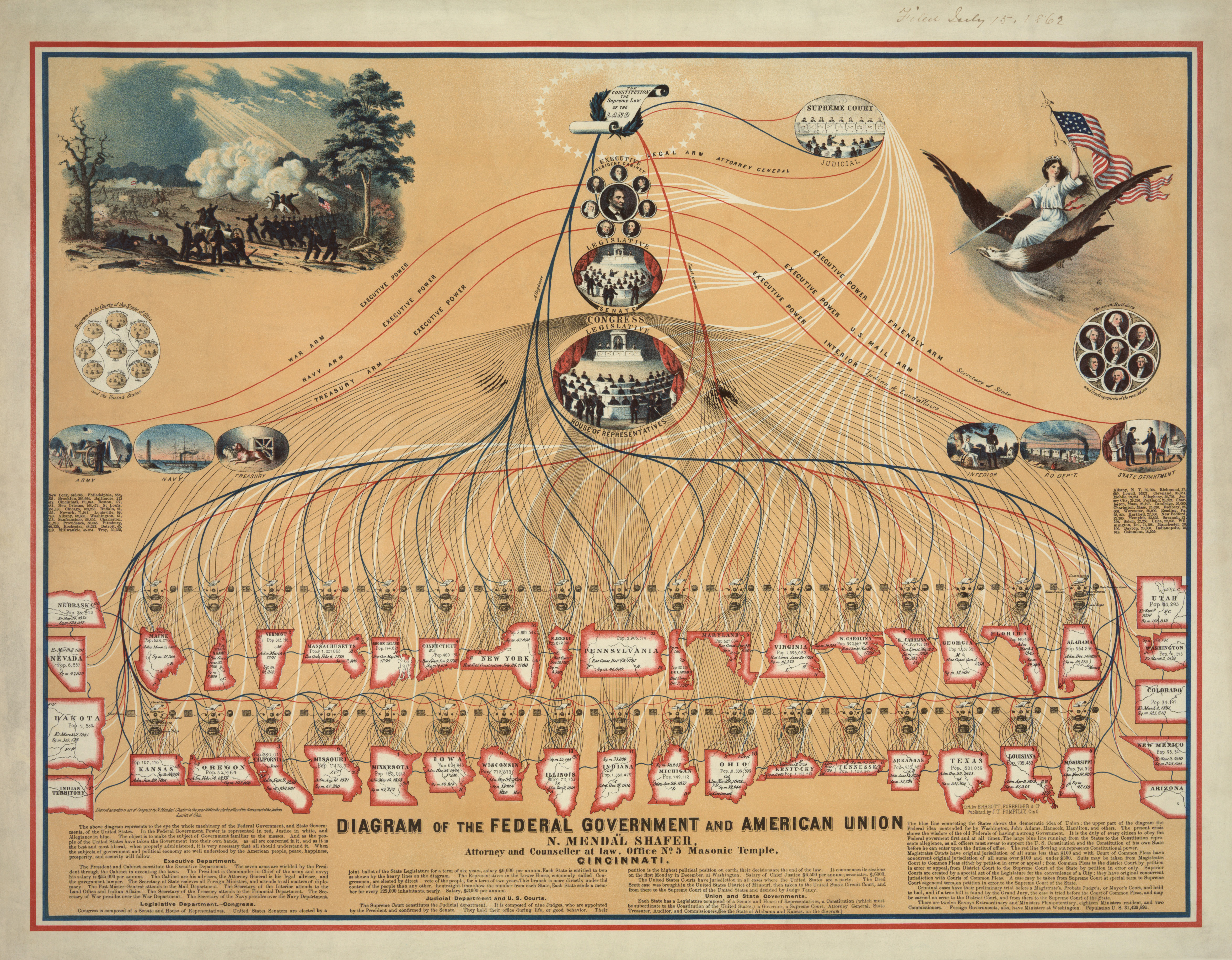
連邦政府と連合の組織図。

連邦政府は立法府、行政府、司法府の三つの部門から構成される。権力分立システムと「チェック・アンド・バランス」のシステムの下、三権は、それぞれ独自の判断で行動する権限、他の二つの部門を統制する権限を持つとともに、その権限の行使について他の部門からの統制も受ける。
連邦政府の政策は、アメリカ合衆国の内政と外交に幅広い影響を与える。なお、連邦政府全体の権力は憲法によって制限されている。すなわちアメリカ合衆国憲法修正第10条は、憲法上連邦政府に与えられた権限以外の全ての権限が、州政府に留保されると規定している。
連邦政府の首都機能は連邦直轄地であるワシントンD.C.（コロンビア特別区）にある。

## 立法府

アメリカ合衆国議会の印章

アメリカ合衆国議会は、連邦政府の立法府である。下院と上院から成る両院制をとっている（合衆国憲法1条1節）。下院の投票資格を有する議員は435名であり、それぞれ選挙区を代表する。任期は2年である（同1条2節1項）。このほか、5名の投票資格のない構成員がおり、うち4名が代議員 (delegate)、1名がレジデント・コミッショナー (resident commissioner) である。代議員はワシントンD.C.、グアム、バージン諸島、アメリカン・サモアから1名ずつ、またレジデント・コミッショナーはプエルトリコの代表である。下院の議席は、各州に人口に応じて配分されている。一方、上院の議席は人口に関係なく各州2議席ずつである。現在50の州があることから、上院の議席は合計100議席であり、任期は6年である（2年ごとに3分の1が改選される。合衆国憲法1条3節1項、2項）。
各議院には、それぞれ特別な専属的権限がある。大統領による多くの任命人事に対する「助言と同意」は、上院が行わなければならず（合衆国憲法2条2節2項）、歳入を徴収するための法案の発議は、下院が行わなければならない（同1条7節1項）。しかし、法律を制定するためには、両院の承認が必要である（同1条7節2項）。連邦議会の権限は、合衆国憲法に列挙されているものに限られ（主なものは合衆国憲法1条8節）、その他の全ての権限は州及び人民に留保される（同修正10条）。ただし、合衆国憲法には、連邦議会に「上記の〔列挙された〕権限を行使するために必要かつ適切なすべての法律を制定する」権限を与えるという、「必要・適切条項」がある（同1条8節18項）。
各院の議員選挙は、ルイジアナ州とワシントン州では小選挙区2回投票制、それ以外のすべての州では単純小選挙区制で行われている。
憲法上は、連邦議会委員会の設置は特に求められていない。しかし、国の成長に伴って、審議中の法案をより徹底的に調査する必要性も増した。第108回連邦議会（2003年～2005年）では、下院で19、上院で17の常置委員会のほか、両院議員から成り連邦議会図書館、印刷、租税、経済の各分野を監督する合同常設委員会が四つ設けられていた。このほか、各院は特定の問題を研究するための特別委員会を設置することができる。作業量の増大のため、常置委員会の下には約150の小委員会が設けられている。

### 連邦議会の権限
合衆国憲法は、連邦議会に様々な権限を与えている（合衆国憲法1条8節）。その中には、租税を賦課・徴収し、共同の防衛に備え、自由の追求を促進すること（1項）、貨幣を鋳造し、その価値を規制すること（5項）、通貨の偽造に関する罰則を定めること（6項）、郵便局及び郵便道路を設置すること（7項）、学術の進歩を促進すること（8項）、連邦最高裁判所の下に下級裁判所を設けること（9項）、海賊及び重罪を定義、処罰すること（10項）、戦争の宣言をすること（11項）、陸軍を募集・維持すること（12項）、海軍を創設・維持すること（13項）、陸海軍の規律に関する規則を定めること（14項）、民兵を編成、武装、規律すること（15項）、コロンビア特別区に対して独占的な立法権を行使すること（17項）、そしてこれらの連邦議会の権限を執行するために必要かつ適切な法律を制定すること（18項）が含まれる。

### 連邦議会の監督機能
浪費や不正を防止し、市民の自由と人権を尊重し、行政府に法律を遵守させ、法律制定や民衆の啓発のために情報を収集し、行政府の実績を評価するために、連邦議会による監督が行われる。
その対象は、省 (cabinet department)、庁ないし局 (executive agency)、規制委員会 (regulatory commission)、そして大統領に及ぶ。連邦議会による監督機能は、様々な形で行われる。
- 委員会での審問
- 大統領との正式の協議や、大統領からの報告
- 大統領による人事及び条約についての、上院の助言と同意（合衆国憲法2条2節2項）
- 下院の弾劾訴追権（合衆国憲法1条2節5項）及びそれに続く上院の弾劾審判権（同条3節6項）
- 合衆国憲法修正25条に基づく、大統領に事故があった場合又は副大統領職が欠員になった場合の上下両院の手続
- 議員と行政官との間の非公式の会合

## 行政府
連邦政府の全ての行政権（執行権）は、大統領に付与されている（合衆国憲法2条1節1項）。もっとも、その権限は内閣の構成員その他の役員に委任される場合が多い。大統領と副大統領は、任期4年、最大2期までである。大統領選挙は間接選挙であり、50の各州及びワシントンD.C.（コロンビア特別区）に、連邦議会上下両院の議席数（ワシントンD.C.の場合は代議員）に応じた選挙人の数が割り当てられ、選挙人団が大統領及び副大統領を2人1組で選挙する。

### 大統領

アメリカ合衆国大統領の印章

行政府は、大統領とその代理人らによって構成される。大統領は、国家元首（head of state）であるとともに政府の長（head of government）でもあり、また軍（アメリカ軍）の最高司令官（実際の軍務を行うときに限る。合衆国憲法2条2節1項）、首席外交官、そして政党党首としての地位を有する。合衆国憲法によれば、大統領は、法律が誠実に執行されるよう配慮しなければならない（2条3節）。大統領は、連邦政府の行政府という、約400万人の人員を有する巨大な組織（うち100万人は現役軍人）を指揮する。
大統領は、連邦議会が通過させた法案に署名するか、拒否権を発動するかを決定することができる。拒否権が発動された場合は、法案は両院の3分の2がそれを覆す議決をしない限り、法律とならない（合衆国憲法1条7節2項）。大統領は、上院の3分の2以上の同意により、外国政府との間で条約を締結することができる（同2条2節2項）。一方、下院の過半数により弾劾されることがあり、反逆罪、収賄罪又はその他の重罪及び軽罪につき上院の3分の2の特別多数により弾劾の裁判を受けたときは職を罷免される（同条4節）。大統領には、連邦議会の解散権や補欠選挙の要求権はない。連邦政府に対する犯罪で有罪となった者に対する恩赦の権限（2条2節1項）、大統領令を発する権限、（上院の同意の下）連邦最高裁裁判官及び連邦下級裁判所裁判官を任命する権限を有する（2条2節2項）。

### 副大統領
副大統領は、連邦政府第2の行政官である。アメリカ合衆国大統領の継承順位で1位にあり、大統領が死亡、辞任し又は罷免された場合には副大統領が大統領となる。そのような事態は、アメリカの歴史の中で9回起こったことがある。そのほか憲法上定められている副大統領の責務は、上院議長を務め、可否同数の場合に表決に加わることである（合衆国憲法1条3節4項）。

### 連邦議会との関係
大統領と連邦議会との関係は、合衆国憲法制定当時のイギリスの君主と議会の関係を反映している。連邦議会は、大統領の行政権を制約するための立法を行うことができ、それは軍の最高指揮権に関しても同様である。しかし、この権限は非常に稀にしか発動されない。著名な例が、ベトナム戦争中、リチャード・ニクソン大統領によるカンボジア爆撃作戦に対して課せられた制限であった。大統領は必要かつ適切と考える施策について連邦議会に審議を勧告することが可能となるが（合衆国憲法2条3節）、その立法化には連邦議会の支持者が必要である。大統領に法案の拒否権があること、連邦議会に大統領の弾劾権があることは前述のとおりである。弾劾訴追を受けた大統領には、アンドリュー・ジョンソン、ビル・クリントン、ドナルド・トランプがいる。クリントン大統領は、下院で弾劾訴追を受けたものの、上院で無罪判決を受け、第2期の任期を全うした。リチャード・ニクソン大統領のウォーターゲート事件の場合は、訴追への動きがとられる前に大統領が辞任したため、弾劾訴追には至らなかった。
大統領は、内閣の閣僚や外国駐在大使などを含め、約2000人の行政官の任命を行うが、これは上院の助言と同意を得なければならない。
大統領は、憲法上の責務として、連邦議会に対し、随時（通常は年1回）一般教書演説を行う。憲法上は、大統領自ら教書演説を行うことは要求されておらず、書簡の形で送付すればよい（19世紀には書簡の形で行われていた）。

## 司法府

アメリカ合衆国最高裁判所の印章

合衆国の司法権を司る連邦裁判所は、最上級裁判所である最高裁判所（連邦最高裁）と、その下に置かれる13の控訴裁判所、更にその下に置かれる94の地方裁判所などの下級裁判所とから成る。
連邦裁判所は、(1)合衆国憲法、連邦法又は合衆国の条約の下に発生する事件、(2)大使・公使・領事等に関する事件、(3)海事裁判及び海上管轄に関する事件、(4)合衆国政府が当事者である訴訟、(5)州間の訴訟、(6)一州と他州の市民との間の争訟、(7)異なる州の市民の間の争訟（州籍相違事件）、(8)州（又はその市民）と外国（又はその市民・臣民）との間の訴訟、(9)倒産事件などに及ぶ。合衆国憲法修正11条により、一つの州の市民が原告で他州の政府が被告となる事件は連邦の管轄から除外された。なお、州政府が原告で他州の市民が被告となる事件については、この修正条項の影響を受けない。
連邦最高裁は、連邦裁判所における最上級裁判所である。合衆国憲法3条に基づいて設置され、控訴裁判所又は（合衆国憲法上の問題について）州の最高裁判所からの裁量上訴事件を審理するとともに、ごく一部の事件については一審管轄を有する。連邦最高裁の裁判官の任期は終身制であり、大統領に任命され、上院の承認を受ける。最高裁は、連邦政府・地方政府を問わず、その法令又は行政行為について、違憲審査権を行使し、違憲・無効とすることができる。
下級裁判所は、連邦議会が合衆国憲法3条に基づいて、その創設又は廃止を行う権限を有している。連邦の裁判官の人数を決定する権限も連邦議会にある。地方裁判所は、刑事事件及び個人間の民事事件を扱う、一般管轄を有する一審裁判所である。すなわち、事件の事実審理（対審）は地方裁判所で行われる。控訴裁判所は、地方裁判所によって判断された事件に対する上訴を審理する上訴審裁判所である。一部の控訴裁判所は、行政機関からの直接の上訴も審理する。これら憲法3条裁判所の裁判官は、終身制である。
これらの一般管轄を有する裁判所のほかに、破産裁判所、租税裁判所など、特定の種類の事件のみの処理に特化した裁判所がある。破産裁判所は、地方裁判所の一部門であるが、その裁判官は、合衆国憲法3条に基づいて任命された裁判官ではなく、終身の任期を有しない。

## 州政府・部族政府・地方自治体

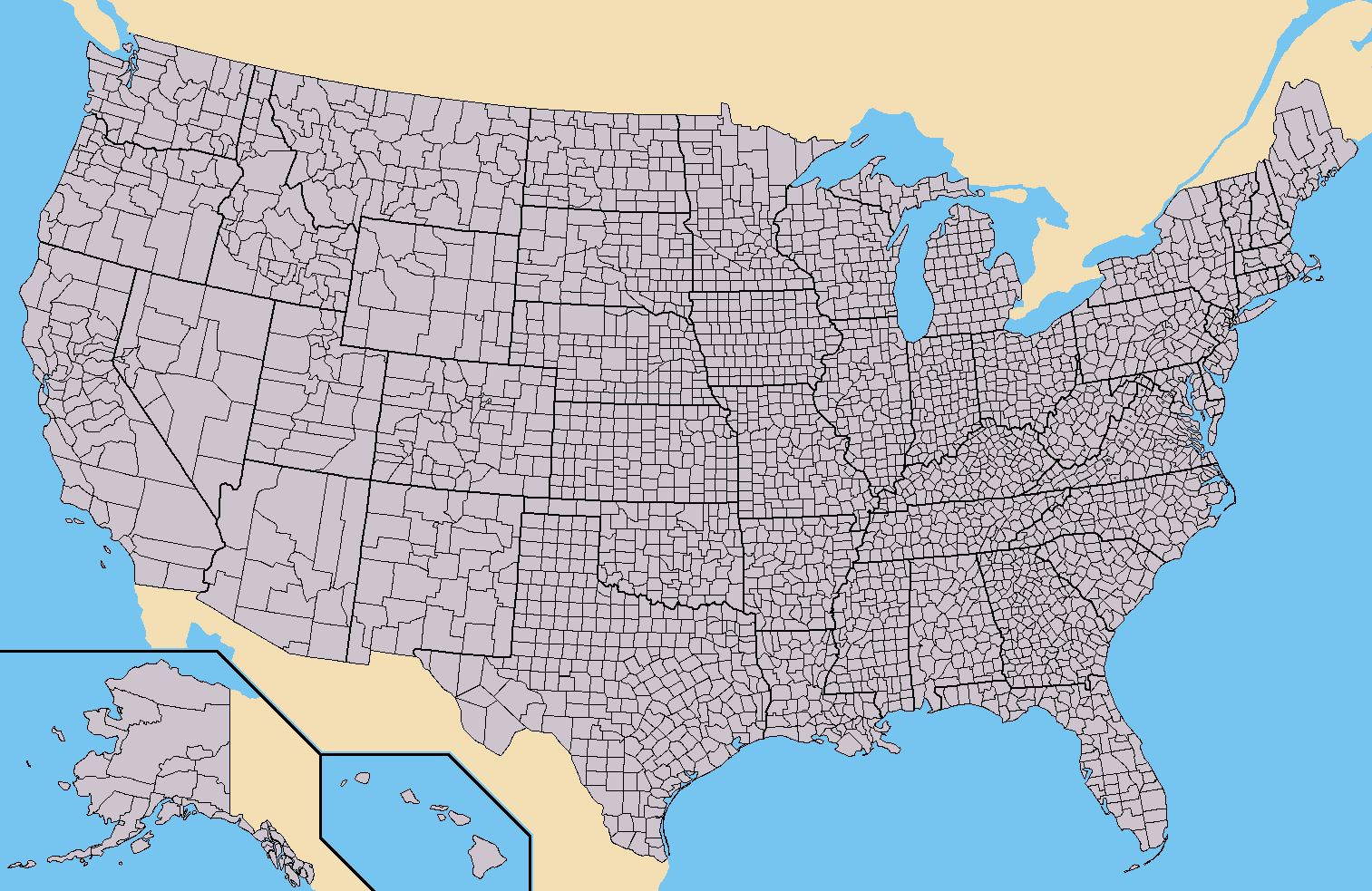
米国の州とカウンティ（ルイジアナ州ではパリッシュ、アラスカ州ではバラ）。アラスカ州とハワイ州の縮尺は異なる。アリューシャン列島、無人の北西ハワイ諸島は省略している。

州政府は州内居住者に最も関係の深い諸問題を扱うため、米国国民の日常生活に対し多大な影響力を持っている。経済が順調でない場合、州政府は公共予算の削減を行う。
各州はそれぞれ独自の憲法（州憲法）、政府（州政府）、そして法律（州法）を持つ。州によって財産・犯罪・健康・教育などの諸問題に関する法律や手続きが大きく異なる場合もある。州官僚のトップは州知事である。各州は州議会（ネブラスカ州を除く各州は二院制）を設置し、その議員は州の有権者を代表している。各州はまた独自の州裁判所システムを設置している。最高裁判所と下級裁判所の裁判官を住民が選出する州もあるが、多数の州では指名される。
ウスター対ジョージア州事件に関する最高裁判所判決の結果、連邦政府の認識する部族は、連邦政府に従属するが通常州政府の影響を受けない主権を有する政府を運営する"民主的な従属国"と考えられている。多くの法律、行政命令、そして裁判は部族と州の関係を変更してきたが、二者は独立した存在として認識されてきた。堅牢な政府を運営するための部族の能力は、部族の問題を扱う簡素な協議会から、政府のいくつかの部門をもつような巨大で複雑な官僚機構まで、様々である。部族は彼らの政府に権限を与えると同時にその政府から権限を与えられる。それらの権限は、プエブロに見られるように、選出された部族協議会、選出された部族の長、宗教指導者が持っている。部族市民権（と投票権）は通常 ネイティブの家系に制限されるが、部族はその要件を自由に設定することができる。
州の地方自治は、通常町・市・郡の議会、水道局、消防局、図書館、その他類似の部局が責任を有し、その特定地域に影響を及ぼす法律を制定する。それらの法律は交通、アルコール類販売、動物飼養などの問題を扱う。
町や市の官僚のトップは通常市長である。ニューイングランド地方では、町は直接民主制で運営される。ロードアイランド州やコネチカット州のように、郡が殆どまたは全く権限を持たない州もある。それらの郡は単に地理上の区分のためのみに存在する。その他の地域では、郡政府は徴税や警察署の管理などの権限をもつ。